# Ezequiel Zamora (Monagas)
Ezequiel Zamora is een gemeente in de Venezolaanse staat Monagas. De gemeente telt 75.000 inwoners. De hoofdplaats is Punta de Mata.